# Wahlkreis Nr. 13 (Senat der Republik Polen, 2001–2011)
Der Wahlkreis Nr. 13 (polnisch Okręg wyborczy nr 13) war ein von 2001 bis 2011 bestehender Wahlkreis für die Wahl des Senats der Republik Polen und wurde auf Grundlage der Ordynacja wyborcza do Sejmu Rzeczypospolitej Polskiej i do Senatu Rzeczypospolitej Polskiej (Wahlordnung für den Sejm der Republik Polen und für den Senat der Republik Polen) vom 12. April 2001 (Dz.U. 2001 nr 46 poz. 499) errichtet. Die erste Wahl, die im Wahlkreis stattfand, war die Parlamentswahl am 23. September 2001.
Der Wahlkreis umfasste nach der Anlage Nr. 2 (Załącznik nr 2) der Ordynacja wyborcza do Sejmu Rzeczypospolitej Polskiej i do Senatu Rzeczypospolitej Polskiej in der letzten Bekanntmachung vom 30. Juni 2005 (Dz.U. 2005 nr 140 poz. 1173) die kreisfreie Stadt Nowy Sącz und die Powiate Gorlicki, Limanowski, Nowosądecki, Nowotarski und Tatrzański der Woiwodschaft Kleinpolen (Województwo małopolskie).
Durch den Wechsel von Mehrpersonenwahlkreisen zu Einpersonenwahlkreisen wurde der Wahlkreis Nr. 13 im Jahr 2011 aufgelöst. Das Gebiet des Wahlkreises entspricht den Wahlkreisen Nr. 36 und Nr. 37 seit 2011.
Der Sitz der Wahlkreiskommission war Nowy Sącz.

## Wahlkreisvertreter
| WP   | Wahl | Senator (Wahlkomitee) | Senator (Wahlkomitee)                       | Senator (Wahlkomitee)                       | Senator (Wahlkomitee)                                 |
| ---- | ---- | --------------------- | ------------------------------------------- | ------------------------------------------- | ----------------------------------------------------- |
| V.   | 2001 |                       | Andrzej Chronowski (KWW Blok Senat 2001)    |                                             | Franciszek Bachleda-Księdzularz (KWW Blok Senat 2001) |
| VI.  | 2005 |                       | Stanisław Kogut (KW Prawo i Sprawiedliwość) |                                             | Franciszek Adamczyk (KW Platforma Obywatelska RP)     |
| VII. | 2007 |                       | Stanisław Kogut (KW Prawo i Sprawiedliwość) | Tadeusz Skorupa (KW Prawo i Sprawiedliwość) |                                                       |

## Wahlergebnisse

### Parlamentswahl 2001
Die Wahl fand am 23. September 2001 statt.
| # | Kandidat | Kandidat                        | Wahlkomitee                                                           | Stimmen | Prozent |
| - | -------- | ------------------------------- | --------------------------------------------------------------------- | ------- | ------- |
| 1 |          | Franciszek Bachleda-Księdzularz | KWW Blok Senat 2001                                                   | 75.665  | 30,10 % |
| 2 |          | Zygmunt Berdychowski            | KWW Zgoda                                                             | 56.473  | 22,46 % |
| 3 |          | Andrzej Chronowski              | KWW Blok Senat 2001                                                   | 82.345  | 32,75 % |
| 4 |          | Jan Golba                       | KKW Sojusz Lewicy Demokratycznej – Unia Pracy                         | 50.841  | 20,22 % |
| 5 |          | Emil Jakub Masłowski            | KW Polskiego Stronnictwa Ludowego                                     | 26.520  | 10,55 % |
| 6 |          | Marek Oleksiński                | KKW Sojusz Lewicy Demokratycznej – Unia Pracy                         | 41.016  | 16,32 % |
| 7 |          | Józef Marek Oleksy              | KW Polskiego Stronnictwa Ludowego                                     | 34.033  | 13,54 % |
| 8 |          | Antoni Rapacz                   | KWW Antoniego Rapacza kandydata na Senatora Rzeczypospolitej Polskiej | 56.473  | 22,46 % |

Wahlberechtigte: 543.737 – Wahlbeteiligung: 47,94 % – Quelle: Dz.U. 2001 nr 109 poz. 1187

### Parlamentswahl 2005
Die Wahl fand am 25. September 2005 statt.
| #  | Kandidat | Kandidat                     | Wahlkomitee                             | Stimmen | Prozent |
| -- | -------- | ---------------------------- | --------------------------------------- | ------- | ------- |
| 1  |          | Franciszek Adamczyk          | KW Platforma Obywatelska RP             | 52.830  | 21,11 % |
| 2  |          | Jan Antoł                    | KW Polskiego Stronnictwa Ludowego       | 13.049  | 5,21 %  |
| 3  |          | Bogdan Jan Bednarek          | KW Samoobrona Rzeczpospolitej Polskiej  | 21.611  | 8,63 %  |
| 4  |          | Andrzej Chronowski           | KWW Blok Senat 2005                     | 34.883  | 13,94 % |
| 5  |          | Marian Adam Cycoń            | KWW Mariana Cyconia                     | 26.904  | 10,75 % |
| 6  |          | Jan Hamerski                 | KW Liga Polskich Rodzin                 | 40.518  | 16,19 % |
| 7  |          | Kazimierz Kapera             | KW Rodzina-Ojczyzna                     | 9.956   | 3,98 %  |
| 8  |          | Stanisław Kogut              | KW Prawo i Sprawiedliwość               | 100.248 | 40,05 % |
| 9  |          | Zofia Gerarda Krasicka-Domka | KWW Blok Senat 2005                     | 11.638  | 4,65 %  |
| 10 |          | Tadeusz Józef Nowak          | KW Liga Polskich Rodzin                 | 32.436  | 12,96 % |
| 11 |          | Marek Wiesław Oleksiński     | KW Sojusz Lewicy Demokratycznej         | 14.598  | 5,83 %  |
| 12 |          | Tadeusz Patalita             | KWW „Wspólnota Małopolska – Senat 2005“ | 23.580  | 9,42 %  |
| 13 |          | Franciszek Piotr Rachel      | KW Polskiego Stronnictwa Ludowego       | 16.519  | 6,60 %  |

Wahlberechtigte: 572.511 – Wahlbeteiligung: 45,06 % – Quelle: Dz.U. 2005 nr 195 poz. 1627

### Parlamentswahl 2007
Die Wahl fand am 21. Oktober 2007 statt.
| # | Kandidat | Kandidat                 | Wahlkomitee                           | Stimmen | Prozent |
| - | -------- | ------------------------ | ------------------------------------- | ------- | ------- |
| 1 |          | Franciszek Adamczyk      | KW Platforma Obywatelska RP           | 84.099  | 28,08 % |
| 2 |          | Kazimierz Fałowski       | KW Unia Polityki Realnej              | 10.981  | 3,67 %  |
| 3 |          | Stanisław Kogut          | KW Prawo i Sprawiedliwość             | 162.139 | 54,15 % |
| 4 |          | Stanisław Sas            | KKW Lewica i Demokraci SLD+SDPL+PD+UP | 30.396  | 10,15 % |
| 5 |          | Tadeusz Wojciech Skorupa | KW Prawo i Sprawiedliwość             | 107.261 | 35,82 % |
| 6 |          | Józef Antoni Wiktor      | KKW Lewica i Demokraci SLD+SDPL+PD+UP | 24.312  | 8,12 %  |
| 7 |          | Leszek Zegzda            | KW Platforma Obywatelska RP           | 58.109  | 19,41 % |

Wahlberechtigte: 584.126 – Wahlbeteiligung: 52,27 % – Quelle: Dz.U. 2007 nr 198 poz. 1439